# Palgarup
Palgarup är en ort i Australien. Den ligger i kommunen Manjimup och delstaten Western Australia, omkring 250 kilometer söder om delstatshuvudstaden Perth. Antalet invånare är 400.
Trakten runt Palgarup är nära nog obefolkad, med mindre än två invånare per kvadratkilometer.. Närmaste större samhälle är Manjimup Shire, nära Palgarup.
I omgivningarna runt Palgarup växer huvudsakligen savannskog. Genomsnittlig årsnederbörd är 1 106 millimeter. Den regnigaste månaden är maj, med i genomsnitt 192 mm nederbörd, och den torraste är februari, med 13 mm nederbörd.